# 中国人民解放军陆军合成第五十四旅
合成第五十四旅（英語：54th Combined Arms Brigade），又称“高原铁甲”，是西藏军区下辖的一个重型合成旅，驻地西藏自治区拉萨市。

## 歷史概述
1990年8月1日，时摩步第一四九师参与组建西藏军区摩步五十四团，由四四五团和四四六团共同抽调干部组建团机关，由四四七团团副团长孙德宇担任首任团长，并从四四五团抽调部队组建一营。西藏军区独立摩托化步兵第五十四团就此成立。
2010年扩编为机械化步兵旅，成为中国军事史上常驻在西藏的第一支也是迄今为止唯一一支拥有成建制坦克的部队，也是第一支且唯一一支机械化步兵部队。
2017年改为重型合成旅。

## 沿革
參考資料：
| 部隊番號             | 使用時期            |
| -------------------- | ------------------- |
| 摩托化步兵第五十四团 | 1990年8月1日-2008年 |
| 机械化步兵第五十四团 | 2008年-2010年       |
| 机械化步兵第五十四旅 | 2010年-2017年2月    |
| 合成第五十四旅       | 2017年2月至今       |